# Thomas Ohm
Thomas Ohm (Westerholt, 18 oktober 1892 – Schlüchtern, 25 september 1962) was een Duits benedictijnenpater, theoloog en missioloog.

## Biografie
In 1924 promoveerde Ohm aan de Ludwig Maximilians-Universiteit te München tot doctor in de theologie. Vanaf 1926 werkte Thomas Ohm als privaatdocent aan de Faculteit Katholieke Theologie van de Universiteit van Salzburg. Daar habiliteerde hij zich in 1930. Hij doceerde de missiologie vanaf 1932 aan de Julius Maximilians-Universiteit te Würzburg totdat deze in 1941 gesloten werd. Op 25 mei 1946 bood het Beierse Ministerie van Onderwijs en Cultuur Ohm aan, zijn oude functie als privaatdocent weer uit te voeren. Ohm deed dat echter niet, in plaats daarvan nam hij op 2 september 1946 een benoeming tot hoogleraar missiologie aan bij de Faculteit Katholieke Theologie van de Westfälische Wilhelms Universiteit te Münster. Tot 1961 was hij redacteur en uitgever van het Zeitschrift für Missions- und Religionswissenschaft (kort: ZMR), het belangrijkste katholieke Duitstalige missiologische tijdschrift. Ohms bijdrage aan missiologie werd door paus Johannes XXIII gewaardeerd zoals blijkt uit zijn benoeming op 29 augustus 1960 als lid van de Pontificia Commissio de Missionibus Praeparatoria Concilii Vaticani II (Pauselijke Commissie voor de Missie ter voorbereiding van het Tweede Vaticaans Concilie).

## Publicaties (selectie)
- Die Stellung der Heiden zu Natur und Übernatur nach dem heiligen Thomas von Aquin. Eine missionstheoretische Untersuchung (1927)
- Kulturen, Religionen und Missionen in Japan (1929)
- Asiens Kritik am abendländischen Christentum (1948)
- Muhammedaner und Katholiken (1960)
- Machet zu Jüngern alle Völker: Theorie der Mission (1962)